# Champ-du-Boult
Champ-du-Boult település Franciaországban, Calvados megyében. Lakosainak száma 378 fő (2018. január 1.). Champ-du-Boult Le Gast, Saint-Germain-de-Tallevende-la-Lande-Vaumont, Saint-Manvieu-Bocage, Saint-Sever-Calvados, Gathemo és Saint-Michel-de-Montjoie községekkel határos.

## Népesség
A település népességének változása:
| Lakosok száma | 636  | 503  | 503  | 432  | 435  | 388  | 379  | 372  | 374  | 378  |
|               | 1968 | 1975 | 1982 | 1990 | 1999 | 2011 | 2013 | 2015 | 2017 | 2018 |